# Districte de Karnal
El districte de Karnal és una divisió administrativa de l'estat d'Haryana, Índia, amb capital a Karnal. Té una superfície de 1.967 km² i una població d'1.274.183 al cens del 2001.
Administrativament està format per dues subdivisions, Karnal i Assandh. A aquesta darrera hi ha el tehsil de Assandh i el subtehsil de Ballah. A la primera hi ha els tehsils de Karnal, Nilokheri, Indri i Gharaunda, i els subtehsils de Nissing i Nigdu. Està dividit a més a més en sis blocs de desenvolupament rural (blocks):
- Karnal
- Nilokheri
- Indri
- Gharaunda
- Nissing
- Assandh

I en sis comitès municipals:
- Karnal
- Taraori
- Gharaunda
- Assandh
- Nilokheri
- Indri

## Història
S'han trobat nombroses monedes indoescites especialment a la zona de Sarawasti i sembla que feia part dels seus dominis a l'inici de l'era cristiana. Vers el 400 fou creuat pel peregrí xinès Fa Hian i el 639 per un altre peregrí, Hiuen Tsiang, que va estar a Thanesar, capital d'un regne hindú. Thanesar fou saquejada per Mahmud de Ghazni el 1014, però el territori va romandre sota govern hindú fins a la derrota del chauhan Prithwi Raj a Tirawari el 1192.
Posteriorment va dependre generalment del sultanat de Delhi. El 1399 Tamerlà hi va passar camí de la capital. Després va pertànyer als sobirans de Samana i als lodis de Panjab, i fou escenari de diverses batalles, les més importants de les quals foren lliurades a Panipat. El 1526 Baber va derrotar a Ibrahim Lodi a la primera batalla de Panipat; el 1556 a la segona batalla, Akbar el Gran va derrotar els Suri.
Després d'aquesta victopria d'Akbar va passar als mogols; el 1573 va ser atacada per Ibrahim Husain Mirza; el 1609 va fugir cap al districte el príncep Khusru, el germà de Shah Jahan, després de fracassar en la seva revolta. El 1709 el cap maratha Banda Bairagi hi va fer una incursió. Durant el domini mogol es va construir un canal des del Yamuna i es va reparar la via imperial. La zona de Nardak fou el terreny de cacera preferit dels emperadors mongols; hi havia lleons, tigres i llops, però més rarament elefants i lleopards.
El 1738 Nàdir-Xah Afxar va derrotar a Muhammad Shah de Delhi prop de Karnal. El 7 de gener de 1761 es va lliurar la tercera gran batalla de Panipat en la que els marathes foren derrotats pels afganesos d'Ahmad Shah Durrani; en els anys següents va formar una mena de territori sense govern que separava als sikhs dels marathes, que els dos volien. El 1767 el cap sikh Desu Singh es va apoderar de Kaithal i va fundar la dinastia del Bhais de Kaithal una de les principals del Cis-Sutlej. Per la mateix època la zona a l'entorn de Karnal fou ocupada pel raja de Jind però la va perdre el 1795 davant els marathes que al seu torn la van entregar a l'aventurer George Thomas, que va dominar uns anys Haryana, i que la va perdre al cap de poc davant el raja sikh Gurdit Singh de Ladwa que la va conservar fins al 1805.
Després de la batalla de Delhi del setembre de 1803 alguns territoris foren annexionats per la Companyia Britànica de les Índies Orientals; el 1805 Kangra fou ocupada pels britànics al raja de Ladwa, en represàlia perquè aquest s'havia oposat activament als britànics. Es va crear llavors el districte de Panipat dins de les anomenades Províncies Conquerides (ontingudes dels marathes pels tractats de Sarji-Anjangaon i de Poona (1803 i 1804), però per la política de Lord Cornwallis van restar en mans dels seus propietaris sikhs alguns principats a la zona que vorejava Karnal al nord-oest, sent els principals Kaithal, Thanesar i Ladwa que foren declarats protectorats el 1809. A la resta del districte es van cedir diversos territoris a dinasties addictes als britànics, en especial el nawab paixtu de Kunjpura i el nou estat de Mandal per la família d'aquest nom (que va rebre la pargana de Karnal), que va cedir a canvi els seus dominis a les Províncies Unides, que foren els únics que van conservar els territoris, ja que la resta no van tenir descendencia directe i per la doctrina del lapse van pasdsar en anys següents als britànics. El principat de Kaithal va quedar sense hereus directes el 1843 i el de Thanesar el 1850 i per la doctrina del lapse van passar als britànics. Ladwa fou confiscat el 1846 pel comportament del seu sobirà a la primera Guerra Sikh. Després del 1849, amb l'annexió del Panjab, es va formar el districte de Thanesar al morir el sobirà (1850). El 1857 hi va haver alguns desordres, sempre menors, i els rages de Patiala i Jind van estar lleialment al costat dels britànics. Al final del conflicte el territori de Delhi fou transferit a Panjab. El districte de Thanesar fou dividit en dos el 1862: el districte d'Ambala i el districte de Karnal. El 1888 la thana de Pehowa va ser transferida d'Ambala al tahsil de Kaithal (al districte de Kangra) i la resta del tahsil Pipli (després tahsil de Thanesar) fou afegit al districte el 1897.
Sota domini britànic fou part de la divisió de Delhi dins la província del Panjab (on va restar dins l'Índia independent fins a la creació d'Haryana el 1966) amb una superfície de 8166 km²; incloïa 36 pobles enclavats dins l'estat de Patiala. El riu principal era el Jumna i altres a destacar eren el Kurukshetra, Ghaggar (amb els afluents Umla i Saraswati), Chautang, Markanda i Puran. El districte tenia 7 ciutats i 1.383 pobles amb una població de:
- 1881: 820.041
- 1891: 861.160
- 1901: 883.225

Administrativament estava constituït en dos subdivisions (Karnal i Kaithal), quatre tahsils i un subtahsil:
- Karnal
  - Karnal
  - Panipat
  - Thanesar
- Kaithal
  - Kaithal
    - Gula

El tahsil de Karnal tenia 2170 km² i una població de 248.544 el 1901 repartida en una ciutat i 380 habitants. Les ciutats principals eren Karnal (la capital, amb 23.559 habitants), Panipat, Kaithal, Shahabad, Thanesar i Ladwa. Aquestes sis ciutats destacades eren també les sis municipalitats del districte. Els hindús eren el 70% i els musulmans el 27%. El 96% parlava l'hindi i la resta el panjabi. L'ètnia més nombrosa eren els jats.
Els districtes de Kurukshetra, Kaithal i Panipat s'han segregat modernament d'aquest districte.